# Линдхольц
Линдхольц (нем. Lindholz) — община в Германии, в земле Мекленбург-Передняя Померания.
Входит в состав района Северная Передняя Померания. Подчиняется управлению Рекниц-Требельталь.  Население составляет 677 человек (на 31 декабря 2010 года). Занимает площадь 39,91 км².